# Stoszyce

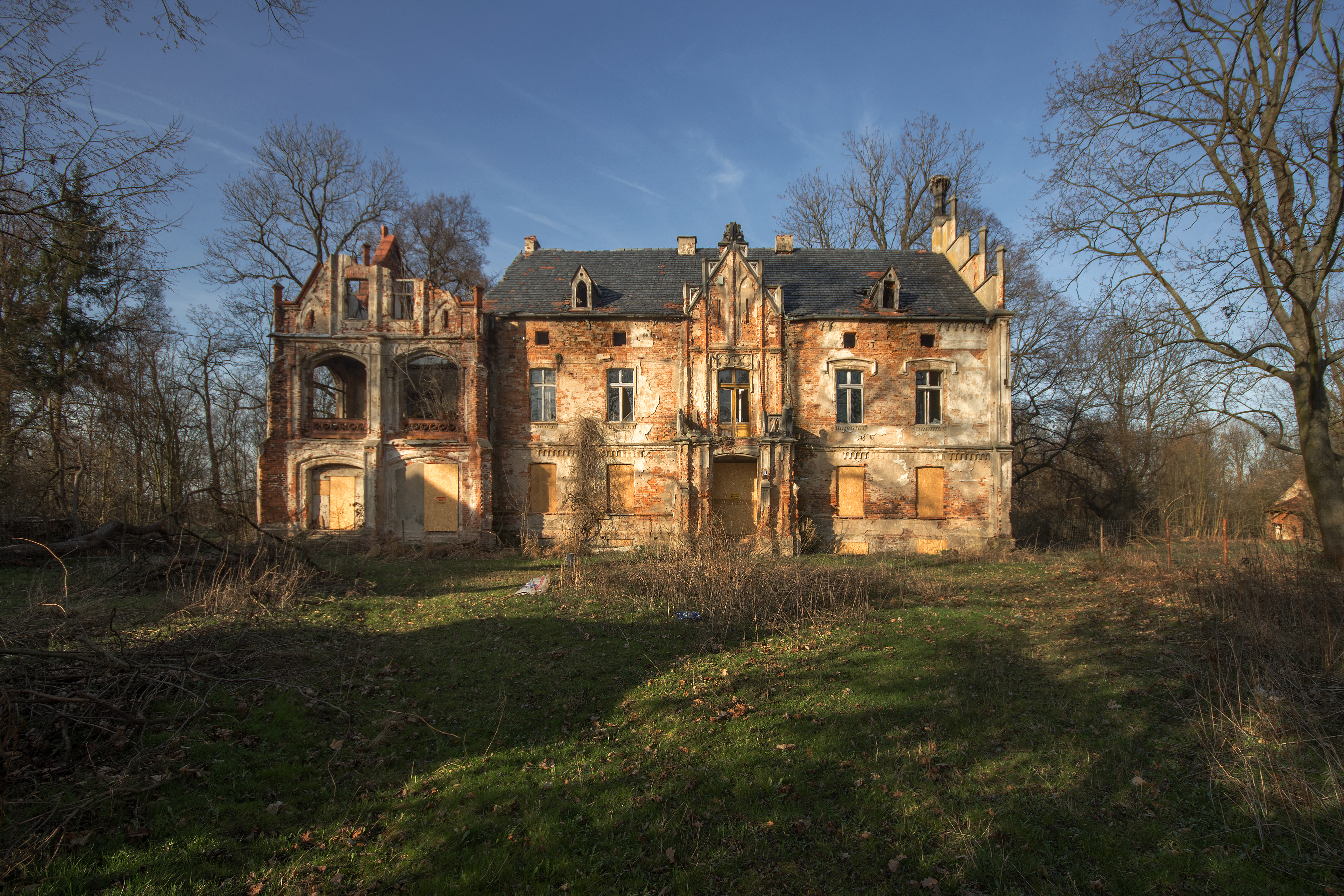
Schloss Stöschwitz

Stoszyce (deutsch Stöschwitz; 1937–1945 Eichdamm) ist ein Ort in der Landgemeinde Kąty Wrocławskie (Kanth) im Powiat Wrocławski (Kreis Breslau) der Woiwodschaft Niederschlesien in Polen.

## Geschichte
Stöschwitz gehörte zum Herzogtum Breslau, das nach dem Tod des Herzogs Heinrich VI. 1335 als erledigtes Lehen an die Krone Böhmen fiel. Die Schreibweise des Ortsnamens variierte zunächst in den Urkunden: 1311 Stobschicz, 1360 Stubschicz, 1371 Stoschin bzw. Stoschwicz. Es gehörte dem Klarenstift in Breslau. Das Dominium war dem Rentamt Neumarkt zinspflichtig.
Nach dem Ersten Schlesischen Krieg fiel Stöschwitz mit dem größten Teil Schlesiens 1741/1742 an Preußen. Danach wurde es dem Landkreis Breslau eingegliedert, mit dem es bis 1945 verbunden blieb. 1845 zählte das Dorf ein herrschaftliches Schloss, 26 Häuser, eine Erbscholtisei, ein Kretscham, ein Bauerngut, eine Freigärtnerstelle, sechs Dreschgärtner, zwei Häusler, einen Schmied, eine Freistelle, 174 Einwohner (27 evangelisch und der Rest katholisch), eine katholische Schule mit einem Hilfslehrer, eine Brauerei, eine Tischlerei, einen Stellmacher. Katholisch war Stöschwitz nach Schosnitz und evangelisch nach Kanth gepfarrt. 1937 erfolgte unter den Nationalsozialisten die Umbenennung in Eichdamm.
Als Folge des Zweiten Weltkriegs fiel Eichdamm mit fast ganz Schlesien 1945 an Polen. Nachfolgend wurde es durch die polnische Administration in Stoszyce umbenannt. Die einheimische deutsche Bevölkerung wurde, soweit sie nicht vorher geflohen war, vertrieben. Die neu angesiedelten Bewohner waren teilweise Zwangsumgesiedelte aus Ostpolen, das an die Sowjetunion gefallen war. Von 1975 bis 1998 gehörte Stoszyce zur Woiwodschaft Breslau.

## Sehenswürdigkeiten
- Schloss Stöschwitz, Mitte des 19. Jahrhunderts im neugotischen Stil erbaut, heute Ruine.[2]